# Inside Südkorea – Staatskrise im Schatten von Nordkorea und China
《Inside Südkorea – Staatskrise im Schatten von Nordkorea und China》(→남한 속으로: 국가 위기에 드리운 북한과 중국의 그림자)는 2025년 다큐멘터리 영화로, 독일의 공영 방송인 ARD와 ZDF가 공동으로 운영하는 정치 현안 전문 텔레비전 채널 푀닉스(Phoenix)가 기획하고 권예나(Yaena Kwon), 앙겔라 클라렌모링겐(Angela Claren-Moringen), 토미 최(Tommy Choi), 키스 박(Keith Park)이 제작했다. 해당 다큐멘터리는 2024년 12월 대한민국 비상계엄과 이에 따른 정치 위기를 다루고 있으나, 극우 성향으로 편향된 것으로 의심되는 내용과 대한민국의 정치 상황에 대해 한 쪽으로 치우쳐진 묘사, 그리고 이를 그려내는 과정에서 탄핵 상태인 윤석열 대통령의 편을 든 것으로 거센 비판을 받았다.
푀닉스는 해당 다큐멘터리를 2025년 3월 6일에 방송할 예정이었으나, 시청자들로부터 비판과 항의가 잇따르자 실시간 TV 채널에서의 방송은 취소되었으며, 같은 해 3월 8일 경에는 모든 온라인 VOD 플랫폼에서도 내려갔다.

## 내용
해당 다큐멘터리에는 우동균, 전광훈, 데이비드 S. 맥스웰 (David S. Maxwell) 전직 미군 대령 등의 극우 인사가 인터뷰 대상자로 나와 '조선민주주의인민공화국과 중화인민공화국이 대한민국의 민주정을 무너뜨리려고 한다'라는 검증되지 않은 주장을 펼친다.
이러한 음모론과 상반되는 시각을 지닌 사람으로는 독일의 국제 및 안보 문제 연구 기관인 과학정치재단 (SWP) 소속 한반도 전문가인 에리크 J. 발바흐(Eric J. Ballbach)만 유일하게 출연한다. SWP의 대외홍보 부서는 독일 《슈피겔》 지의 질의에 연구 기관 내부의 실망감을 전하면서 해당 다큐멘터리가 '정보와 몇몇 인터뷰 대상자의 선정에 있어서 고도로 편향되고 무비판적'이라고 답했다.

## 공개 및 방송 취소
푀닉스는 해당 다큐멘터리를 2025년 3월 6일에 방송할 예정이었다. 방송을 앞두고 해당 다큐멘터리의 전체 영상이 푀닉스의 웹사이트는 물론 ARD Mediathek(독일어:  ARD 메디아테크[*])와 ZDF Mediathek(독일어:  ZDF 메디아테크[*]; 각각 ARD와 ZDF의 온라인 주문형 비디오 및 스트리밍 서비스)를 통해 같은 해 2월 25일에 공개됐다.
그러나 해당 다큐멘터리의 내용이 저널리즘 원칙에 부합하는 지에 대한 비판과 우려가 잇따르자 푀닉스에서는 해당 다큐멘터리를 재검토했으며, 2025년 3월 8일 경에는 푀닉스의 웹사이트와 ARD Mediathek, 그리고 ZDF Mediathek에서 내려갔다. 앞서 같은 해 3월 6일에 예정되어있던 방송은 도널드 트럼프에 대한 다큐멘터리로 대체편성됐다. 내부 검토 결과, 문제의 다큐멘터리는 대한민국 정치 상황의 복잡성을 무시했으며, 푀닉스의 저널리즘 원칙에 부합하지 않는다는 결론이 나왔다. 독일 《슈피겔》 지의 질의에 돌아온 대답은 해당 다큐멘터리의 제작 의도는 '직무가 정지된 국가 원수인 (윤석열 대한민국 대통령)에 대해 이전에는 적게 보도되었던 보수 정당 (국민의힘)의 관점을 조명하는 것'이었으나 '필요한 균형을 맞추는 데에는 실패'했다는 것이었다.
재독 한인 민주시민 모임은 해당 다큐멘터리가 유튜브에 계속 유포되고 있다며 3,515개의 서명을 받아 푀닉스에 해당 다큐멘터리의 영상을 사용한 유튜브 영상을 삭제요청하라는 요구를 영상 목록과 함께 전달했으며, 푀닉스는 이를 수용해 저작권 침해를 이유로 유튜브에 문제가 된 영상들의 삭제를 요청해 2025년 3월 17일 경에는 승인을 받아냈다.

## 반응

### 대한민국 국내와 재외한인 사회
해당 다큐멘터리는 특히 대한민국 국내에서 상당한 논란을 일으켰다. 2025년 3월 6일에 대한민국 내 16개 인권 및 언론 단체의 모임인 혐오와 검열에 맞서는 표현의 자유 네트워크(일명 21조넷)는 성명을 통해 해당 다큐멘터리가 "유럽이 냉전 시대에 가졌던 동아시아에 대한 선입견을 부활시켰다는 점"을 지적했다.
재독 한인 윤석열 탄핵집회 모임이라는 단체는 2,195개의 서명을 받아 2025년 3월 7일에 문제의 방송사에 항의 서한을 발송했다. 이 단체는 서한에서 해당 다큐멘터리를 두고 "거의 모든 발언자가 윤석열 대통령과 가까운 인물들이며 그들의 주장에 대한 (제작자에 의한) 최소한의 사실검증조차 이뤄지지 않았다"라고 불만을 제기했다.
대한민국에서 태어나 독일에서 활동하는 다큐멘터리 제작가 조성형은 독일 《타게스차이퉁》 지와의 인터뷰에서 대한민국 내 극우 진영에서 해당 다큐멘터리를 '벌써부터 활발히 활용'하고 있다면서 특히 진영 내부에서 이를 독일 민중이 윤석열 대통령의 탄핵을 반대한다는 일종의 증거로 제시한다며 우려를 나타냈다.

### 대한민국 정부와 정치계
초기에는 대한민국 외교부와 주독일 대한민국 대사관 중 어느 곳도 해당 다큐멘터리에 대한 조치를 취하지 않았으나, 2025년 3월 7일에는 주독일 대한민국 대사관이 대책 회의를 열었고 외교부에 동향보고를 했다는 보도가 나왔다.
2025년 3월 11일에 열린 대한민국 국회 외교통일위원회 현안질의에서 국회 의석 다수를 차지한 야당인 더불어민주당 소속 국회의원들은 해당 다큐멘터리가 (더불어민주당)을 두고 "친중국·친북한 사법 카르텔"이라는 허위 정보를 퍼뜨리고 있는데 이에 대한 외교부의 대응은 미온적이었다고 질타하면서 2024년에 체코의 매체가 윤석열 당시 대통령의 영부인인 김건희를 비판한 것을 두고 외교부가 보인 대처와 비교했다. 조태열 외교부 장관은 "그거(체코 매체의 비판)는 영부인에 대한 인신 공격성 보도고 이거(해당 다큐멘터리)는 (대한민국) 국내 정치 상황에 대한 공영방송 보도"라고 대답했다. 윤석열이 당원으로 소속된 집권 여당이자 원내 소수당인 국민의힘 소속 김건 국회의원은 해당 다큐멘터리를 옹호하면서 "계엄을 선포했다가 해제된 다음에 탄핵으로 갔는데 대통령의 (대한민국) 국내 지지도가 엄청 높아지고 길거리에는 탄핵을 반대하는 사람들이 나와서 데모하고 그런 상황이 외국 사람 입장에서는 이해가 힘들다"라며 "그것을 독일 공영방송이 탐사한 것"이라고 말했다.